# Kanefer
Pogledajte također članke "Princ Kanefer", "Kanefer Mlađi" i "Kanefer (svećenik)".
Kanefer ("duša je lijepa" ili "lijepa duša") je bio drevni Egipćanin. Živio je tijekom 4. dinastije. Umro je za vrijeme vladanja faraona Kufua. Bio je imenjak princa Kanefera, mlađeg Kufuovog polubrata.
Kako bi se ovaj Kanefer i princ Kanefer razlikovali, za ovog se Kanefera rabi i imena Kanufer i Kanofer.

## Biografija
Kanefer je bio upravitelj strijelaca i nadglednik komisija. Oženio je ženu po imenu Ijnefert, koja je bila proročica božice Hator. Pokopan je u mastabi G 1203 u Gizi.

## Prikazi
Na svojoj je steli Kanefer prikazan kako sjedi okrenut licem udesno. Nosi periku i halju.
Arheolog George Reisner otkrio je 1904. u Kaneferovoj grobnici glavu za koju se vjeruje da predstavlja Kanefera, premda je moguće da je zapravo riječ o prikazu Kaneferove supruge ili neke druge žene iz Kaneferove obitelji. Nije moguće sa sigurnošću reći predstavlja li bista muškarca ili ženu, ali je to najvjerojatnije prikaz Kanefera.
U Louvreu se nalaze kipovi Kanefera i Ijnefert. Kaneferovu kipu nestaje desna ruka.

## Vanjske poveznice
Fotografija biste za koju se vjeruje da predstavlja Kanefera  Arhivirana inačica izvorne stranice od 25. rujna 2012. (Wayback Machine)